# Sujawal
Sujawal (en ourdou : سجاول) est une ville pakistanaise située dans le sud de la province du Sind. Elle est la capitale et unique ville du district de Sujawal ainsi que du tehsil du même nom. Elle est située à moins de trente kilomètres au sud-est de Thatta.
La ville est devenue capitale de son district lors de la création de celui-ci, séparé du district de Thatta en octobre 2013. Il s'agit d'une des zones les plus pauvres et enclavées du pays.
La population de la ville a été multipliée par plus de cinq entre 1972 et 2017, passant de 12 715 habitants à 35 325. Entre 1998 et 2017, la croissance annuelle moyenne s'affiche à 2,2 %, un peu inférieure à la moyenne nationale de 2,4 %. Selon le recensement de 2023, la population de la ville monte à 38 736 habitants.
La ville est essentiellement sindie, puisque plus de 98 % des habitants en parlent la langue.
Essentiellement musulmane, la ville inclut toutefois une large minorité hindoue, comptant près de 4 000 fidèles, presque 11 % des habitants de la ville.
Le taux d'alphabétisation de la ville s'élève à 68 % en 2023 (contre une moyenne nationale de 61 %), dont 76 % pour les hommes et 59 % pour les femmes.
|            | 1972 (rec.) | 1981 (rec.) | 1998 (rec.) | 2017 (rec.) | 2023 (rec.) |
| ---------- | ----------- | ----------- | ----------- | ----------- | ----------- |
| Population | 12 715      | 14 961      | 23 286      | 35 325      | 38 736      |